# Der lange Treck
Der lange Treck ist eine Abenteuerserie, die von 1979 bis 1980 in den USA unter der Regie von Mel Stuart produziert wurde. Ab 1982 lief sie erstmals im ZDF.

## Inhalt
Die Serie von 16 Episoden in 2 Staffeln zeigt die Abenteuer und Erlebnisse des Familienclans Chisholm, der vom Patriarchen Hadley Chisholm, einem Schnapsbrenner und religiösen Fundamentalisten, sowie seiner Frau Minerva geführt wird, bei ihrem Treck in den Westen nach Kalifornien. Bei einem Rechtsstreit hat der Familienclan sein gesamtes Land in Virginia verloren, daher wollen sie in Kalifornien neu beginnen. Nachdem der älteste Sohn Will Frau und Neugeborenes verloren hat, brechen sie auf Anordnung Hadleys und gegen den Willen seiner Frau auf. Unterwegs schließt sich ihnen der Pfadfinder Lester Hackett an, der sich für die ältere Tochter Bonnie Sue interessiert. Die Eltern beginnen, an ihrem Vorhaben zu zweifeln, und wollen umkehren, werden aber in einer Familienabstimmung von ihren drei Söhnen und ihrer älteren Tochter überstimmt, worauf die Familie weiter zieht. Nach einem Indianerüberfall erliegt die jüngere Tochter Annabel ihren Verletzungen. Kurz darauf erreicht die vorübergehend um ihre beiden älteren Söhne dezimierte Familie Fort Laramie. Diese waren auf der Suche nach dem vermeintlichen Pferdedieb und Flüchtling Hackett in Gefangenschaft geraten und stoßen im Fort wieder auf ihre Leute, wo dann auch Hackett eintrifft und trotz Bekundens guter Absichten zum Tode verurteilt wird. Er wird durch sein vermeintliches Opfer Will als Vater des zukünftigen Kindes von Bonnie Sue gerettet, worauf er diese heiratet. Unter der Führung des Treckchefs Hawkins und mit dem Versprechen an die benachbarten Indianer, diesen nach einer gewissen Strecke Proviant auszuhändigen, verlassen sie mehrere Wagen stark das Fort in Richtung Westen. Im Fort haben die Chisholms ein Waisenmädchen aufgenommen, das äußerlich ihrer getöteten Tochter Annabel gleicht. Nach einem Steppenbrand ist Nahrung für Vieh und Leute knapp und die Indianer werden um ihr Mehl betrogen, was jedoch auffliegt und mehrere Todesopfer zur Folge hat. Unterdessen hat Sohn Will eine Indianerin namens Kewedinok, einzige Überlebende eines Massakers, geborgen und geheiratet, gegen den Willen seines rassistischen Vaters, der sich jedoch bald mit ihr anfreundet. Nach Durchqueren der Wüste und Überqueren der Berge kommen sie über die California Trails in Kalifornien an, wobei Hadley einer Schusswunde erliegt. Will ernennt sich zum neuen Familienoberhaupt und warnt seine Mutter noch vor dem reichen Mister Sinclair, der ihr den Hof macht und dem sie schließlich eine Absage erteilt.
Running Gag ist eine von Hadley in einem Sack mitgeführte Klapperschlange, die gelegentlich entfliehen und zubeißen kann, aber niemanden tötet.

## Ausstrahlung und Veröffentlichung
Die Folgen wurden bei der Erstausstrahlung samstags um 19.30 Uhr, 1982 im ZDF gesendet. Wiederholt wurden sie ab 1984 und ab 1988 bei Sat.1.
2010 erschien eine deutsche DVD-Komplettbox mit allen Episoden.

## Episoden
In Deutschland wurde die Serie zum ersten Mal vom 2. Januar bis zum 17. April 1982 im ZDF ausgestrahlt.
Staffel 1
- 1.01: Das verlorene Land (Chapter I) – 2. Januar 1982
- 1.02: Der Aufbruch (Chapter II) – 9. Januar 1982
- 1.03: Scouts (Chapter III) – 16. Januar 1982
- 1.04: In der Wildnis (Chapter IV) – 23. Januar 1982
- 1.05: Zwischenstation (Chapter V) – 30. Januar 1982
- 1.06: Die Squaw (Chapter VI) – 6. Februar 1982

Staffel 2
- 2.01: Die Indianer (Siege, Part 1) – 13. Februar 1982
- 2.02: Der Vertrag (Siege, Part 2) – 20. Februar 1982
- 2.03: Der Betrug (Betrayal) – 27. Februar 1982
- 2.04: Konkurrenten (Endless Desert) – 6. März 1982
- 2.05: In der Wüste (Vengenance) – 13. März 1982
- 2.06: Über die Rocky Mountains (Death In The Sierras) – 20. März 1982
- 2.07: Im gelobten Land (The Promised Land) – 27. März 1982
- 2.08: Ein echter Gentleman (The Suitors) – 3. April 1982
- 2.09: Sklavenjäger (Chains) – 10. April 1982
- 2.10: Padre O' Reilly (The Siren Song) – 17. April 1982